# Perissoneura diversipennis
Perissoneura diversipennis är en tvåvingeart som beskrevs av Malloch 1932. Perissoneura diversipennis ingår i släktet Perissoneura och familjen fläckflugor. Inga underarter finns listade i Catalogue of Life.